# 布雷奇
51°44′19″N 32°21′3″E / 51.73861°N 32.35083°E
布雷奇（羅馬化：Brech）是烏克蘭北部的村莊，隸屬切爾尼希夫州的科留基夫卡區。該村始建於1650年，面積1.03平方公里，海拔高度143米，2001年人口226，人口密度每平方公里220.27人。